# Philippe Lemoine
 (août 2014).
Si vous disposez d'ouvrages ou d'articles de référence ou si vous connaissez des sites web de qualité traitant du thème abordé ici, merci de compléter l'article en donnant les références utiles à sa vérifiabilité et en les liant à la section « Notes et références ».
Pour les articles homonymes, voir Lemoine.
Philippe Lemoine, né le 3 novembre 1949 à Neuilly-sur-Seine (Hauts-de-Seine) est un entrepreneur et essayiste français, président du Forum d'action modernités.  

## Biographie
Débutant à l’Institut national de recherche en informatique et en automatique, il est l'un des responsables de la Mission Informatisation de la Société et un des principaux contributeurs au rapport Nora-Minc de 1978. Avec Louis Joinet et Philippe Boucher, il est à l’origine de la loi informatique et libertés et un des pères de la Commission nationale de l'informatique et des libertés. Parallèlement, il travaille avec la Confédération française démocratique du travail, sous le pseudonyme de Jean-Philippe Faivret, sur les conséquences de la technologie sur le travail humain. Par la suite, Philippe Lemoine a été chargé de plusieurs rapports au gouvernement, notamment « L’informatique, enjeu stratégique pour la modernisation économique et sociale » (rapport au Premier Ministre Pierre Mauroy, 1983); « La nouvelle grammaire du succès. La transformation numérique de l’économie française » ( rapport remis à Emmanuel Macron, Ministre de l’Economie et du Numérique, 2016). Afin d’étendre cette démarche à la société dans son ensemble, Philippe Lemoine a créé une fondation, le Forum d’Action Modernités, dont le Président d’honneur est Edgar Morin. En liaison avec la Clinton Global Initiative et avec le Pr Yunus, le Forum a travaillé sur les alliances d’action entre acteurs hétérogènes,

## Vie privée
Philippe Lemoine épouse Patricia Moulin (née en 1948), dont il a 3 enfants : Matthieu (né en 1976), Arthur (né en 1985), directeur général des activités horlogères du groupe Galeries Lafayette, et Zoé (née en 1990).
Patricia Moulin Lemoine est la fille aînée de Ginette Moulin. Elle a pris la succession de sa mère comme présidente du conseil de surveillance du groupe Galeries Lafayette. Elle est aussi directrice générale de Motier, la holding animatrice de la famille Moulin, et administratrice du groupe Carrefour. Elle est avocate au Barreau de Paris.

## Titres et distinctions
- Diplômé de Institut d'études politiques de Paris (section Service public)
- Licencié en Droit et lauréat du concours général de Droit civil
- Diplômé d’études supérieures d’économie

- Chevalier de la Légion d'honneur[7]
- Officier de l'ordre national du Mérite